# Cupuladria cheethami
Cupuladria cheethami är en mossdjursart som beskrevs av Herrera-Cubilla, Dick, Sanner och Jackson 2006. Cupuladria cheethami ingår i släktet Cupuladria och familjen Cupuladriidae. Inga underarter finns listade i Catalogue of Life.